# Saša Rašilov starší
Saša Rašilov, vlastním jménem Václav Jan Rasch (6. září 1891 Praha – 3. května 1955 Praha) byl český herec – komik, klaun a kabaretiér, otec kameramana Alexandra Rašilova (1936–2000), dědeček herce Saši Rašilova mladšího a jeho bratra Václava Rašilova, dlouholetý člen činohry Národního divadla v Praze.

## Životopis
Sám Saša Rašilov o sobě celý život tvrdil, že pochází ze zchudlé šlechtické rodiny a jeho celé jméno zní Wenzel Rasch rytíř von Hessen, šlo ale o jednu z jeho četných mystifikací. Otec Anton Rasch (1845–1901) byl správcem šlechtického kasina v Celetné ulici, zemřel náhle v roce 1901, když bylo Václavovi deset let. V tu dobu již žili jen tři sourozenci ze dvanácti dětí, které rodina měla. Nejstarší ze synů byl violoncellistou v orchestru německého divadla v Brně, proto se Saša s matkou na krátko odstěhovali do Brna. Brzy se však vrátili do Prahy a žili na Žižkově. Matka v roce 1909 zemřela a v témže roce se Saša vyučil typografem a v letech 1909 až 1914 pracoval v pražských typografických závodech firmy Theodora Venta,.
Agnátní vývod z předků Saši Rašilova:
- Antonín Rasch, malíř karet z Prahy[8], narozen 7.4.1845 v Liberci[9], oddán 27.7.1873 v Praze s Annou Hergerovou[10], zemřel 18.6.1901
- Antonín Rasch, malíř karet z Prahy[11], narozen 7.8.1819 na Vyšehradě[12], oddán 8.10.1844 v Praze s Josefou Ježkovou[13]
- Václav Rasch, malíř karet z Prahy[14], narozen 1.9.1784 v Letech (panství Zbraslav)[15], oddán 23.9.1817 v Praze s Teklou Zajíčkovou[16], zemřel 8.1.1856 v Praze[17]
- Tomáš Ráž, sedlák v Letech čp. 18, narozen 5.1.1738 v Letech[18], oddán 10.2.1765 v Dobřichovicích s Annou Kocourkovou[19], zemřel 11.7.1810 v Letech[20]
- Jan Ráž, sedlák v Letech, narozen pravděpodobně 5.6.1704 v Řevnicích[21], zemřel 24.3.1757 v Letech[22]
- pravděpodobně Jan Ráž, sedlák v Řevnicích

Z první světové války se vrátil v roce 1916 poté, co dokázal nasimulovat závažnou nervovou nemoc a byl superarbitrován (podle svědectví jeho hereckého kolegy Františka Smolíka, který s ním za války sloužil u stejného útvaru). Po svém návratu do Prahy doby začal vystupovat v pražských kabaretech (Varieté v Karlíně, Rokoko, Longenův kabaret Bum, Revoluční scéna a Červená sedma). V Rokoku jej v roce 1920 viděl v titulní roli Molièrovy hry, upravené Eduardem Bassem jako revue a režírované Jiřím Drémanem, s názvem Pán z Prasátkova K. H. Hilar, tehdy ještě umělecký šéf Divadla na Vinohradech. Z Rokoka přestoupil Rašilov ještě krátce do kabaretu Bum, kde působili další významní komici (Vlasta Burian, Ferenc Futurista, Eman Fiala, Josef Rovenský a Karel Noll) a kabaret však po půl roce zanikl kvůli sporům v souboru. V roce 1921 z popudu tehdejšího nového šéfa činohry Karla Hugo Hilara přišel Rašilov na zkoušky a od 1. září 1921 se stal řádným členem činohry souboru Národního divadla v Praze, kde působil až do své smrti v roce 1955.
Z vystupování v kabaretu nabyl mnoho praktických hereckých zkušeností, zejména schopnosti improvizovat a navázat kontakt s diváky. Měl pozoruhodnou schopnost osobitě přetvářet klasické divadelní role podle svého naturelu, což ho posléze udělalo velice populárním.
Ještě v době po přijetí do Národního divadla bezplatně vypomáhal ve starožitnictví Emila Bernera v Praze a později se sám stal sběratelem starožitností, především hodin, porcelánu a nábytku, který i sám opravoval. Po návratu z války bydlel na Starém Městě v Domě U železných dveří v Michalské ulici, později si koupil hausbót, na kterém několik let bydlel a který nechával kotvit v Podolí nebo u Žofína naproti Národnímu divadlu. Při plavbách po Vltavě si oblíbil Zbraslav a v roce 1931 si zde pořídil dům. Aby získal peníze, začal se aktivněji zabývat filmem. V české kinematografii však začal působit už před první světovou válkou v roce 1913 ještě v průkopnických dobách českého němého filmu. Nicméně film jako takový příliš rád neměl, neboť mu zde především scházeli diváci a divadelní publikum.
Byl nejen v divadle, ale i v životě jedním z nejproslulejších bohémských mystifikátorů, srovnávaných v tomto směru např. s Jaroslavem Haškem.

## Citát
| „                | Na každém představení „Sokyně“ jsem se musel znovu obdivovat Rašilovově komice, jeho tryskající nápaditosti, kterou obměňoval svou postavu. Na scénu s ním jsem se vždycky těšil po celý den. Ten veliký, ne dost doceněný herec byl svou tvůrčí intuicí podoben Marii Hübnerové. Tak jako ona, i on dovedl hereckým citem bezpečně vyhmátnout postavu a nemusel o ní přemýšlet. O takových se říká, že jsou to herci „z boží milosti“. | “ |
| — Ladislav Boháč | |   |

## Ocenění
- 1941 Národní cena
- 1953 titul zasloužilý umělec

## Divadelní role, výběr
- 1921 Jaroslav Kvapil: Princezna Pampeliška, Tulák, (j. h.), Národní divadlo, režie Gustav Schmoranz
- 1921 Alois Jirásek: Lucerna, Žan, (j. h.), Národní divadlo, režie Gustav Schmoranz
- 1922 August Strindberg: Královna Kristýna, Kupec Allerts, Národní divadlo, režie K.H.Hilar
- 1922 František Xaver Svoboda: Čekanky, Adjunkt Ptáček, Stavovské divadlo, režie Karel Želenský
- 1923 Luigi Pirandello: Šest postav hledá autora, Druhý herec, Stavovské divadlo, režie Karel Dostal
- 1924 Alois Jirásek: Jan Žižka, Jakub, Národní divadlo, režie Vojta Novák
- 1925 René Fauchois: Mluvící opice, Zizi, Stavovské divadlo, režie Karel Dostal
- 1926 William Shakespeare: Hamlet, Polonius, Národní divadlo, režie K. H. Hilar
- 1926 William Shakespeare: Blažena a Beneš, Kalina, Národní divadlo, režie K. H. Hilar
- 1926 William Shakespeare: Jak se vám líbí, Sylvius, Stavovské divadlo, režie K. H. Hilar
- 1928 William Shakespeare: Zkrocení zlé ženy, Grumio, Národní divadlo, režie Karel Dostal
- 1928 Rudolf Medek: Plukovník Švec, Pan Kódl, Národní divadlo, režie Karel Dostal
- 1929 William Shakespeare: Král Lear, Šašek, Národní divadlo, režie K. H. Hilar
- 1930 Josef Kajetán Tyl: Strakonický dudák, Kalafuna, Národní divadlo, režie Karel Dostal
- 1932 Josef Čapek: Tlustý pradědeček, lupiči a detektivové, Tlustý pradědeček, Národní divadlo, režie Jiří Frejka
- 1932 Nikolaj Vasiljevič Gogol: Ženitba, Podkolesin, Národní divadlo, režie K. H. Hilar
- 1933 William Shakespeare: Sen noci svatojánské, Klubko, Národní divadlo, režie K. H. Hilar
- 1933 Jan Nepomuk Štěpánek: Čech a Němec, Správce, Stavovské divadlo, režie Vojta Novák
- 1935 Branislav Nušić: Truchlící pozůstalí, Agaton Arsič, Stavovské divadlo, režie Zvonimír Rogoz
- 1936 Jaroslav Hilbert: Druhý břeh, Vaněk, Stavovské divadlo, režie Karel Dostal
- 1938 Molière: Zdravý nemocný, Argan, Stavovské divadlo, režie Karel Dostal
- 1938 Viktor Dyk: Zmoudření Dona Quijota, Sancho Panza, Národní divadlo, režie Aleš Podhorský
- 1939 Johann Wolfgang von Goethe:Faust, Brander, Národní divadlo, režie Karel Dostal
- 1943 Ladislav Stroupežnický: Naši furianti, Josef Habršperk, Národní divadlo, režie Aleš Podhorský
- 1946 Josef Čapek, Karel Čapek: Ze života hmyzu, Chrobák, Národní divadlo, režie Jindřich Honzl
- 1947 A. V. Suchovo–Kobylin: Svatba Krečinského, Raspljujev, Stavovské divadlo, režie Aleš Podhorský
- 1947 Jean Anouilh: Pozvání na zámek, Messerschmann, Stavovské divadlo, režie František Salzer
- 1948 Nikolaj Vasiljevič Gogol: Revisor, Hejtman, Národní divadlo, režie Jindřich Honzl
- 1949 George Bernard Shaw: Živnost paní Warrenové, Pastor Samuel Gardner, Tylovo divadlo, režie Vojta Novák
- 1950 Alexandr Nikolajevič Ostrovskij: Výnosné místo, Jusov, Tylovo divadlo, režie Jan Škoda
- 1951 Anton Pavlovič Čechov: Višňový sad, Piščík, Tylovo divadlo, režie Antonín Dvořák
- 1952 Alois Jirásek: Lucerna, Vrchní, Národní divadlo, režie Ladislav Boháč
- 1953 Ota Šafránek: Vlastenec, továrník Kanders, Tylovo divadlo, režie František Salzer

## Filmografie, výběr
- 1913 Život šel kolem
- 1923 Únos bankéře Fuxe
- 1926 Mořská panna
- 1931 Dobrý voják Švejk, role: Švejk, režie Martin Frič
- 1935 Bezdětná, správce, režie M. Krňanský
- 1937 Mravnost nade vše, Dr.Mach, režie Martin Frič
- 1938 Andula vyhrála, Mráček, režie M. Cikán
- 1940 Panna, Piskoř – majitel penzionu, režie F. Čáp
- 1942 Přijdu hned, Václav Barvínek – vycpavač zvěře, režie Otakar Vávra; Saša Rašilov byl spoluautorem námětu i scénáře
- 1945 Rozina sebranec Frater Bartolo, režie Otakar Vávra
- 1946 Pancho se žení, starosta města, režie Rudolf Hrušínský a František Salzer
- 1946 Nezbedný bakalář, konšel, režie Otakar Vávra
- 1947 Uloupená hranice, vrchní respicient, režie J. Weiss
- 1948 Křížová trojka, komorník Lebeda, režie V. Gajer
- 1948 Hostinec „U kamenného stolu“, hostinský Tatrmuž
- 1949 Revoluční rok 1848, F. Houska, režie Václav Krška
- 1949 Rodinné trampoty oficiála Tříšky, Tříška, režie J. Mach
- 1951 Mikoláš Aleš, Rendl, režie V. Krška
- 1952 Mladá léta, Parys, režie V. Krška
- 1953 Divotvorný klobout, kupec Koliáš, režie Alfréd Radok
- 1954 Kavárna na hlavní třídě, kavárník Stýblo, režie M. Hubáček

## Divadelní osobnosti oSašovi Rašilovovi
Vlasta Fabianová
- Saša Rašilov! Na toho nesmím zapomenout. Nepoznala jsem živelnějšího herce, živelnějšího člověka. Podle mne jeden z největších herců naší generace. Nej, nej, nej...Prostě Rašilov byl Rašilov. Měl tak výraznou tvář, že žádná maska, žádná paruka nemohla změnit jeho vizáž. A přece byl v každé roli úplně jiný. Proměňoval se – ne fyzicky, ale někde uvnitř – jako fakír.[30]
- Komik z boží milosti. Zase celou svou bytostí. Jak ten se dovedl od srdce, od plic a vím já od čeho jiného smát! Patřil mezi ty, kteří se dokonce zasmáli povedenému žertíku jiných na svou adresu. Těch lumpárniček, co se mu navyváděli dobráci kolegové – a nejen oni, i technický personál![30]

Jan Pivec
- Sašu Rašilova jsem měl velice rád na jevišti i mimo jeviště. Miloval jsem jeho neodolatelně svérázný humor i osobitý způsob života. O obojím koluje nepřeberné množství pěkných anekdotických historek. Ale já jsem obdivoval především jeho vzácnou schopnost tvořit na scéně postavy, ve kterých rozhraní mezi komikou a tragikou, mezi radostí a smutkem, úsměvem a slzami je tak jemné, že je takřka neznatelné.[31]